# Noureddine Drioueche
Noureddine Drioueche, né le 27 octobre 1973 à Meftah (wilaya de Blida), est un footballeur international algérien.
Il compte 13 sélections en équipe nationale entre 2000 et 2003.

## Biographie
Noureddine Drioueche connait sa première sélection en équipe nationale A d'Algérie le 8 décembre 2000 face à la Roumanie.
Ce stoppeur formé dans le club de sa ville, fait quelques passages dans des clubs de D3 et D2, avant de signer à la Jeunesse sportive de Kabylie en juin 1998, avec laquelle il remporte 3 coupes d'Afrique. Son meilleur match en coupe de la CAF avec la JSK fut celui face aux Égyptiens d'El-Ismaili. Il fait un petit crochet par un club du Qatar à la fin de l'année 2003, avant de revenir à la Jeunesse sportive de Kabylie et de remporter le Championnat d'Algérie 2004. Noureddine Drioueche est connu pour sa combativité sur le terrain et il est un exemple a suivre selon les supporters de la JSK. Même lorsque Drioueche fut laissé sur le banc, il encourageait ses coéquipiers du banc de touche afin de les motiver. Drioueche a quitté la JSK en Juillet 2007.

## Carrière
- 1990-1993 : WR Meftah  Algérie
- 1993-1995 : MB Tablat  Algérie
- 1995-1996 : USM El Harrach  Algérie
- 1996-1998 : JS Bordj Menaiel  Algérie
- 1998-2003 : JS Kabylie  Algérie
- 2003-2004 : Al Arabi Doha  Qatar
- 2004-2007 : JS Kabylie  Algérie
- 2007-2009 : MC Saïda  Algérie

## Palmarès
- Champion d'Algérie en 2004 et 2006 avec la JS Kabylie.
- Vice-champion d'Algérie en 1999, 2002 et 2005 avec la JS Kabylie.
- Finaliste de la Coupe d'Algérie en 1999 et 2004 avec la JS Kabylie.
- Vainqueur de la Coupe de la CAF en 2000, 2001 et 2002 avec la  JS Kabylie.
- Il compte 13 sélections avec l'équipe d'Algérie entre 2000 et 2003.